# Erwin Stührk
Erwin Stührk (* 4. Juli 1910 in Hamburg; † 23. Januar 1942) Anm., auch „Ebbe“ gerufen, war ein deutscher Fußballspieler.

## Vereine
Stührk, einstiger Schlagballspieler, gab mit 18 Jahren sein Ligadebüt für den Eimsbütteler TV. Er gehörte dem Verein bis 1942 als Abwehrspieler an und bestritt in den vom Norddeutschen Fußball-Verband bis 1933 organisierten Meisterschaften zunächst in der Runde der Zehn, ab der Saison 1929/30 in der Oberliga Groß-Hamburg Punktspiele. Von 1933 bis 1942 spielte er in der Gauliga Nordmark, in einer von zunächst 16, später auf 23 aufgestockten Gauligen zur Zeit des Nationalsozialismus als einheitlich höchste Spielklasse im Deutschen Reich. Die Gauliga Nordmark schloss er drei Jahre in Folge als Meister ab, wie auch am Saisonende 1940 und 1942. 1938 gewann der Hamburger SV die Meisterschaft dank des besseren Torquotienten. Aufgrund der Erfolge nahm er auch an den jeweiligen Endrunden um die Deutsche Meisterschaft teil, in den er insgesamt 23 Spiele bestritt und drei Tore erzielte. Sein Debüt gab er am 8. April 1934 im ersten Gruppenspiel beim 5:1-Sieg über den VfL Benrath; sein erstes Tor erzielte er 14 Tage später bei der 1:2-Niederlage gegen Werder Bremen. In Spielen um den Tschammerpokal wurde er 1935, 1937 und 1940 je einmal eingesetzt; zweimal in der 2. Schlussrunde, die erfolgreich abgeschlossen wurden und einmal in der 1. Schlussrunde, in der er mit der Mannschaft mit 0:3 gegen den Spandauer SV aus dem Wettbewerb ausschied. Stührk, der mit imponierender Kopfballstärke zu überzeugen und auch aus der Defensive Akzente im Spielaufbau zu setzen wusste, musste aufgrund einer langwierigen Meniskusverletzung ab den späten 1930er Jahren fußballerisch kürzertreten.

## Auswahl-/Nationalmannschaft
Stührk spielte zwischen dem 7. September 1930 und dem 15. Oktober 1939 21 Mal repräsentativ für Hamburg und erzielte sechs Tore. 1934 kam er als Spieler der Auswahlmannschaft Gau Nordmark im Kampfspielpokal zum Einsatz und erreichte das am 26. Juli 1934 in Nürnberg mit 1:2 gegen die Auswahlmannschaft Gau Bayern verlorene Halbfinale. Dieses erreichte er auch am 3. März 1935 in Hamburg bei der 2:4-Niederlage gegen die Auswahlmannschaft Gau Mitte im Wettbewerb um den Reichsbundpokal.
Für die A-Nationalmannschaft kam er 1935 dreimal zum Einsatz, wobei er am 27. Januar in Stuttgart beim 4:0-Sieg im Länderspiel gegen die Schweizer Nationalmannschaft debütierte. Sein zweites und drittes Länderspiel wurde am 17. Februar in Amsterdam bzw. am 13. Oktober in Königsberg mit 3:2 bzw. mit 3:0 gegen die Nationalmannschaft der Niederlande bzw. die Nationalmannschaft Lettlands ebenfalls gewonnen.

## Erfolge
- Gaumeister Nordmark 1934, 1935, 1936, 1940, 1942

## Sonstiges
Stührk, zum Wehrdienst herangezogen, fiel im Januar 1942 als Soldat an der Ostfront.